# 29186 Lake Tekapo
29186 Lake Tekapo è un asteroide della fascia principale. Scoperto nel 1990, presenta un'orbita caratterizzata da un semiasse maggiore pari a 2,4097328 au e da un'eccentricità di 0,0541335, inclinata di 7,28749° rispetto all'eclittica.
L'asteroide è dedicato al Lago Tekapo in Nuova Zelanda.